# أيه جاي غايتن
أيه جاي غايتن (بالإنجليزية: A. J. Guyton) مواليد 12 فبراير 1978 في بيوريا، هو مدرب كرة سلة أمريكي ولاعب سابق. بدأ مسيرته الاحترافية في سنة 2000. تم اختياره من قبل فريق شيكاغو بولز خلال الدرافت. يدرب في دوري الرابطة الوطنية لفئة التطوير. يبلغ طوله 6 قدم 1 بوصة (1.9 م). حقق المركز الأول في ألعاب النوايا الحسنة 1998. اعتزل اللعب في 2010.

## المسيرة الاحترافية
لعب مع شيكاغو بولز من سنة 2000 إلى 2002، ثم لعب مع غولدن ستايت ووريورز في سنة 2002، ثم لعب مع فورتيتودو بولونيا في الدوري الإيطالي في سنة 2003، ثم لعب مع فيرتوس بالاكانسترو بولونيا في موسم 2004–2005، ثم لعب مع فيولا ريدجو كالابريا في الدوري الإيطالي في موسم 2005–2006.

## الميداليات
| الميدالية | المسابقة                  |
| --------- | ------------------------- |
| ذهبية     | ألعاب النوايا الحسنة 1998 |

## روابط خارجية
- أيه جاي غايتن على موقع إن بي أي (الإنجليزية)
- أيه جاي غايتن على موقع سبورتس رفرنس (الإنجليزية)
- أيه جاي غايتن على موقع كرة السلة الأوروبية.كوم (الإنجليزية)
- أيه جاي غايتن على موقع كلية كرة السلة في سبورتس رفرنس.كوم (الإنجليزية)
- أيه جاي غايتن على موقع ريلجم (الإنجليزية)
- أيه جاي غايتن على موقع بروبوليرز (الإنجليزية)
- أيه جاي غايتن على موقع سبورتس رفرنس (الإنجليزية)
- أيه جاي غايتن على موقع سبورتس رفرنس (الإنجليزية)